# Temnopleuridea
De Temnopleuridea zijn een infraorde van zee-egels (Echinoidea) uit de orde Camarodonta.

## Families
- Glyphocyphidae Duncan, 1889 †
- Temnopleuridae A. Agassiz, 1872
- Trigonocidaridae Mortensen, 1903
- Zeuglopleuridae Lewis, 1986 †